# Gruppo astronauti ESA 2
Il Gruppo astronauti ESA 2 fu un gruppo di astronauti selezionati dall'Agenzia spaziale europea (ESA) nel 1991. Era formato da sei membri provenienti da altrettanti Paesi europei. Marianne Merchez è l'unico membro del gruppo che non volò nello spazio. 

## Storia
Nel 1991, in accordo con i Paesi dell'ESA, venne indetta una selezione di astronauti; ogni Paese svolgeva una selezione dei propri candidati e poi ebbe la possibilità di presentare fino a 5 candidati all'ESA per una selezione finale. Complessivamente gli Stati membri ricevettero più di 22 000 domande, di cui quasi 5500 soddisfacevano i criteri iniziali decisi dall'ESA. Con un processo di screening psicologico, medico e professionale, vennero infine scelti 59 candidati da proporre per la seconda fase, la selezione finale.
Alcuni Stati membri, come la Germania, la Francia, l'Austria e il Regno Unito, proposero degli astronauti selezionati durante delle precedenti selezioni nazionali, mentre altri Stati membri avviarono una nuova campagna di selezione ad hoc. Da questo gruppo finale l'ESA seleziono sei astronauti; quattro di loro iniziarono l'addestramento di base presso il Centro europeo per gli astronauti (EAC) per essere successivamente addestrati per i voli russi Sojuz per la stazione spaziale russa Mir mentre due vennero inviati alla NASA per iniziare l'addestramento di Specialista di missione dello Shuttle.

## Lista degli astronauti
- Maurizio Cheli

STS-75, Specialista di missione
- Jean-François Clervoy

STS-66, Specialista di missione
STS-84, Specialista di missione
STS-103, Specialista di missione
- Pedro Duque

STS-95, Specialista di missione
Sojuz TMA-3/Sojuz TMA-2, Ingegnere di volo
- Christer Fuglesang

STS-116, Specialista di missione
STS-128, Specialista di missione
- Marianne Merchez
- Thomas Reiter

Sojuz TM-22, Ingegnere di volo
Mir 20, Ingegnere di volo
STS-121/STS-116, Specialista di missione
Expedition 13/14, Ingegnere di volo